# C·劳埃德·摩根
C·劳埃德·摩根（英語：Conwy Lloyd Morgan，1852年2月6日—1936年3月6日）是一位英国心理学家和动物行为学家，师从托马斯·亨利·赫胥黎，比较心理学的先驱，曾任布里斯托尔大学首任校长，1899年当选皇家学会院士。